# Blåshjuden
Blåshjuden, formellt Kungliga HofMessingsMusiqueCorpsen Blåshjuden af Götheborg, KHMMC Blåshjuden eller helt kort BlHj, är en studentorkester som ingår i Sahlgrenska akademins studentkår. 
Blåshjuden är den tredje äldsta bland Sveriges studentorkestrar och har som  övergripande mål att i världen "sprida kännedom om marschmusiken, dess särart och uttrycksmöjligheter", under mottot "Stå fast, blås hårdt!".

## Medlemskap
Orkestern bestod ursprungligen av medlemmar i  Medicinska föreningen i Göteborg, dvs läkar-, apotekar- och logopedstudenter vid Göteborgs universitet. Efter sammanslagning med Odontologiska Föreningen (Göteborg) samt Hälsovetenskapliga studentkåren, välkomnas numera även studenter inom biomedicin, folkhälsa, odontologi, vårdvetenskap samt dietister och sjukhusfysiker.

## Repertoar
Blåshjuden spelar bland annat tysk marsch, svensk marsch och amerikansk marsch. På repertoaren finns även österrikisk marsch och tradjazz-inspirerad marsch i samma stil som de mässingsband (brass bands) som huserar i New Orleans. När man framträder tillsammans med baletten Inälfvorna spelar man (stundtals motvilligt) i princip vad som helst.
Blåshjuden spelar gärna på olika tillställningar och festligheter, såväl för privatpersoner som på olika orkesterfestivaler runt om i Sverige och närliggande länder.

## Uniform
Blåshjuden bär sedan 1954 en kopia av Smålands husarregementes uniform: en mörkblå dolma med gul träns, mässingsknappar och detaljer i röd sammet samt gula byxor med tvenne röda revärer, röda strumpor och svarta skor (reglementet tillåter även svarta ridstövlar). I lediga sammanhang bärs varianter av detta inklusive blå, röd eller gul t-shirt med Blåshjudens tryck. Vid festliga tillfällen bärs BlHj högtidsdräkt: dolma med frackbyxor, frackskjorta, vit fluga, röda strumpor, svarta skor. Under skidåkning bärs gula handskar med röda revärer, i bad-sammanhang bärs stundom gul badmössa med röda revärer, osv.

## Historik
Blåshjuden grundades 1952 av Nalle Lindholm och är därmed Sveriges 3:e studentorkester till åldern. Orkestern spelade först under namnet MessingsMusiqueCorpsen Blåshjuden, namntillägget "Kungliga hof-" lades till 1957 (alt. 1959) efter att orkestern hade spelat i Gustaf VI Adolfs absoluta närhet (det finns även uppgifter om att monarken gjorde en handrörelse i orkesterns riktning). Blåshjuden spelade även i Carl XVI Gustafs närvaro 1975, 1979 och 1980.

## Direction
Blåshjuden leds enväldigt av sin direction, bestående av President, Hvicepresident, Hvebul (som håller ordning), Director Musices (musikalisk ledare), Hvicedirektor och Blåshjudas (som hanterar pengar).

## Traditioner
Blåshjuden har ett antal mer eller mindre obskyra traditioner, varav en hel del är hemliga. Några är dock svåra att ta miste på eller är vitt och brett kända. Spelningar börjar med få undantag med marschen Blaze Away, (skriven av Abe Holzman 1901) och slutar med When the Saints go marching out - en melodi som till förväxling påminner om When the Saints Go Marching In men som passar bättre till utmarsch.
Varje år anordnar även Blåshjuden en så kallad Hjulfest på Hvilla Medici, Sahlgrenska akademiens kårhus i Göteborg. Detta spektakel tar sig ofta formen av en formell sittning med tillhörande hjulbord och som en fin avslutning efter att taffeln är bruten brukar det anordnas dans till storband.
Blåshjuden har spelat den första advent på Kungsbacka julmässa de senaste 40 åren, då Blåshjuden spelar på den årliga Luciapresentationen och tar täten då folket rör sig mot centrum efteråt. Kungsbackaborna brukar sedan få njuta av Blåshjudens närvaro då de spelar på gator, torg och butiker, i en ordning som närmast liknar en ritual, fram till sen eftermiddag. Spelningarna på första advent brukar även göra Blåshjuden lite gnälliga, då vädret brukar hålla sig på minusstrecket, gärna med ackompanjerat av blåst och regn.

### Hans majestät konung Oscar II
Kung Oscar II betraktas som Blåshjudens skyddshelgon, men processen runt valet av denna historiske person är höljd i dunkel. Då det i middagssammanhang med blåshjud närvarande bjudes punsch sjungs gärna Kung Oscar II:s punschvisa, som härrör från ett medicinarspex från 70-talet. Vid den traditionella hjulfesten så står hans byst, smakfullt utsmyckad, på spiselkransen för allmän beskådan.

## Feldttåg
Vartannat år drar Blåshjuden på Feldttåg med syfte att inta Japan. Det förekommer dock att man inte når ända fram till Japan utan hamnar i till exempel Tyskland, Polen, Tjeckien eller andra länder med gedigen öltradition. Det första Feldttåget gick av stapeln 1957.

### Feldttågsdestinationer

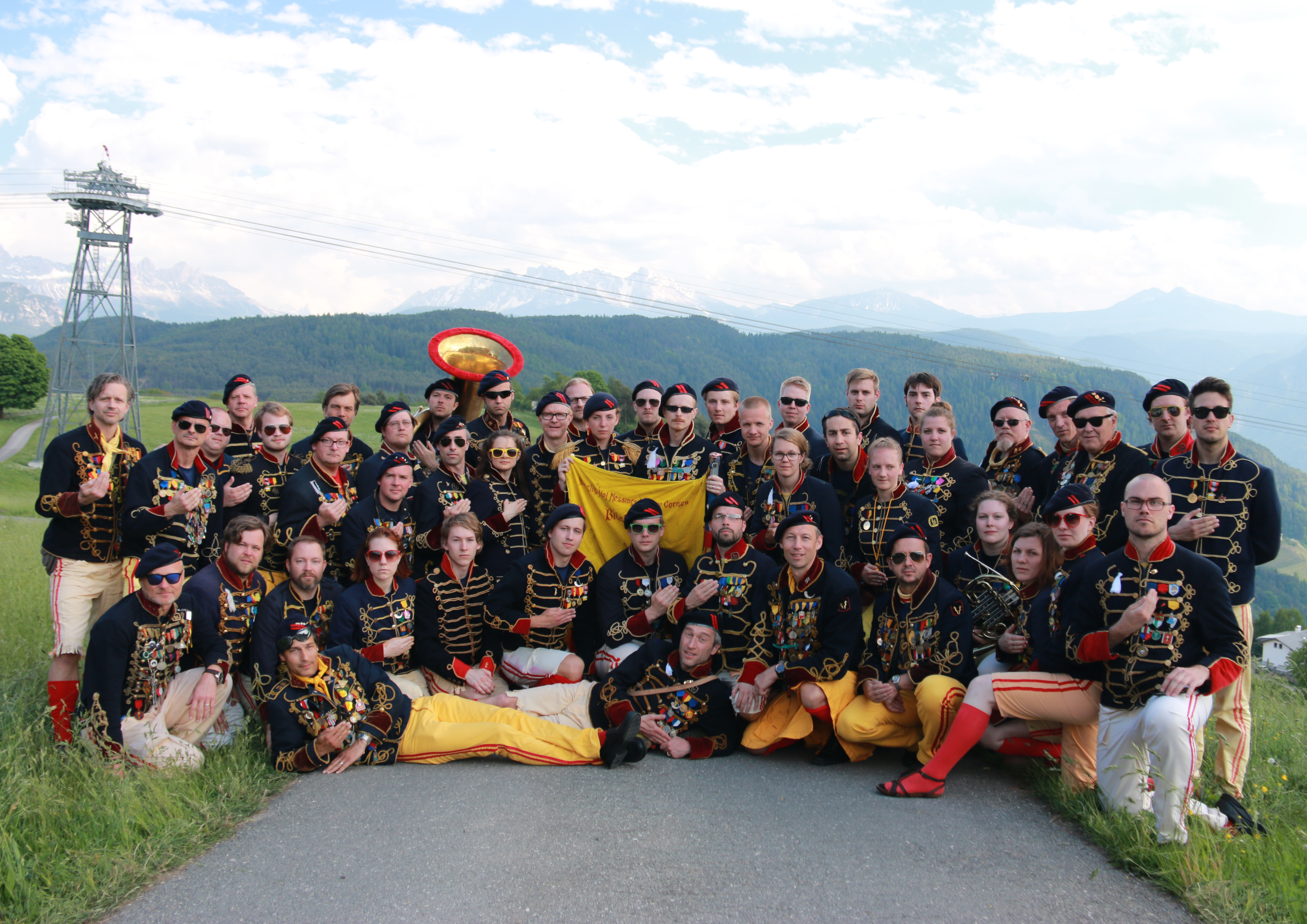
Blåshjuden Gruppbild 2015

| Destination                                            | År   |
| ------------------------------------------------------ | ---- |
| Amphioxtåg - (Experimentell förlaga)                   | 1952 |
| Helsingfors - Åbo (vår), Chicago (höst), Oslo (vinter) | 1957 |
| Edinburgh                                              | 1960 |
| Moskva - St Petersburg                                 | 1963 |
| Chicago - Washington                                   | 1965 |
| Heidelberg                                             | 1967 |
| Prag - Wien                                            | 1969 |
| Kiel (extrainsatt)                                     | 1970 |
| Dublin - Cork                                          | 1971 |
| Warszawa                                               | 1973 |
| Heidelberg - Paris - Amsterdam                         | 1975 |
| Salzburg - Wien - Budapest                             | 1977 |
| London - Bournemouth - Swansea - Oxford                | 1979 |
| Salzburg - Basel - Heidelberg                          | 1981 |
| Wien - Split - Venedig                                 | 1983 |
| Rüdesheim am Rhein - Zell am See - München - Prag      | 1985 |
| Luxemburg - Saint-Malo - Jersey - London               | 1987 |

| Destination                                   | År   |
| --------------------------------------------- | ---- |
| Heidelberg - Innsbruck - Amsterdam            | 1989 |
| Würzburg - Baden-Baden - Strasbourg - Bryssel | 1991 |
| den Haag - Koblenz - Nürnberg                 | 1993 |
| Prag - Karlovy Vary - Regensburg              | 1995 |
| Plzen - Budapest - Weimar                     | 1997 |
| Linz - Krakow - Celle                         | 1999 |
| Tallinn - Riga - St Petersburg                | 2001 |
| Stralsund - Stettin                           | 2003 |
| Greifswald - Danzig                           | 2005 |
| Klaipeda - Olsztyn                            | 2007 |
| Ljubljana - Plzen                             | 2009 |
| Tallinn - Riga                                | 2011 |
| Budapest - Salzburg                           | 2013 |
| Genua - Bolzano - Kufstein                    | 2015 |
| Goslar - Luxemburg - Gent - Leiden            | 2017 |
| Freiburg im Breisgau - Lyon - Leuven          | 2019 |
| Inställt p.g.a. Coronaviruspandemin 2019–2021 | 2021 |

| Destination                                       | År   |
| ------------------------------------------------- | ---- |
| Lund - Vadstena - Örebro (extrainsatt)            | 2022 |
| Berlin - Wrocław - Bratislava - Bamberg           | 2023 |
| České Budějovice - Innsbruck - Bologna - Erlangen | 2025 |